# Antero de Quental (Columbano Bordalo Pinheiro)
Antero de Quental é um óleo sobre tela da autoria do pintor português Columbano Bordalo Pinheiro. Pintado em 1889 e mede 73 cm de altura e 53 cm de largura.
A pintura pertence ao Museu do Chiado de Lisboa. É um retrato do escritor português, Antero de Quental.